# Carlos Saúl Menem
  Carlos Saúl Menem    (Anillaco, 2 de juliol de 1930 - Buenos Aires, 14 de febrer de 2021) fou un polític i advocat argentí, que fou president de l'Argentina pel Partit Justicialista des del 1989 al 1999. El 2001 fou detingut per presumpta associació il·lícita en ser presumptament responsable de tràfic d'armes amb Equador i Croàcia a Argentina. Estigué sis mesos empresonat i fou alliberat. El 2011 fou declarat innocent junt a altres 17 persones. Des del 10 de desembre de 2005 i fins a la seva mort fou senador nacional per la província de La Rioja.

## Empreses privatitzades o concessionades
- Administración General de Puertos (AGP): privatitzada.
- Aerolíneas Argentinas: privatitzada.
- Aeroports: concesionats.
- Agua y Energía Eléctrica SE, Sector Eléctrico: privatitzada.
- Area Material Córdoba Aviones: privatitzada.
- Argentina Televisora Color SELS 82 TV Canal 7 (ATC): dissolta.
- Astillero Ministro Manuel Domecq García - DOMECQ: dissolta.
- Astilleros y Fábricas Navales AFNE SA: provincialitzada.
- Banco Hipotecario Nacional: privatitzada.
- Banco Nacional de Desarrollo (BANADE): dissolta.
- Caja Nacional de Ahorro y Seguro: privatitzada.
- Canal 11, Dicon Difusión SALS 84 TV: privatitzada.
- Canal 13, Río de la Plata SALS 85 TV: privatitzada.
- Carboquímica Argentina Sociedad Anónima Mixta: privatitzada.
- Carolina SAMinera: dissolta.
- Compañía Azucarera las Palmas SAI.C.A.P.U.: dissolta.
- Conarsud SAAsesoría y Consultoría: dissolta.
- Consultara SAConsultara de la Armada: dissolta.
- Corporación Argentina de Productores (CAP): dissolta.
- Empresa Desarrollos Especiales SAEDESA: dissolta.
- Empresa Líneas Marítimas Argentinas ELMA: privatitzada.
- Empresa Nacional de Correos y Telégrafos (ENCOTEL): dissolta.
- Empresa Nacional de Telecomunicaciones (ENTEL): privatitzada i després renacionalitzada.
- Empresa Nuclear Argentina de Centrales Eléctricas SAENACE: dissolta.
- Establecimientos Altos Hornos Zapla: privatitzada.
- Fábrica Militar de Acido Sulfúrico: privatitzada.
- Fábrica Militar de Tolueno Sintético: privatitzada.
- Fábrica Militar de Vainas y Conductores Eléctricos ECA: privatitzada.
- Fábrica Militar General San Martín: privatitzada.
- Fábrica Militar Pilar: privatitzada.
- Fábrica Militar San Francisco: privatitzada.
- Ferrocarril Belgrano SA: concessionada.
- Ferrocarriles Argentinos SA: concessionada.
- Ferrocarriles Metropolitanos SA: concessionada.
- Fondo Nacional de la Marina Mercante: dissolta.
- Forja Argentina SA: dissolta.
- Gas del Estado SE: privatitzada (vegeu Gas del Estado).
- Hidroeléctrica Norpatagónica SA Sector Eléctrico (HIDRONOR): privatitzada.
- Hierro Patagónico de Sierra Grande SA Minera (HIPASAM): provincialitzada (vegeu Hierro de Sierra Grande).
- Hipódromo Argentino: concessionada.
- Induclor Sociedad Anónima Mixta: privatitzada.
- Indupa SA: privatitzada.
- Instituto Nacional de Reaseguros SEINDER: dissolta.
- Interbaires SA: privatitzada.
- Intercargo SA: privatitzada.
- Junta Nacional de Carnes: dissolta.
- Junta Nacional de Granos: privatitzada.
- LR3 Radio Belgrano: concessionada.
- LR5 Radio Excélsior: concesionada.
- LV3 Radio Córdoba: concessionada.
- Llao Llao Holding: privatitzada.
- Monómetros Vinílicos: privatitzada.
- Obras Sanitarias de la Nación (OSN): concessionada.
- Petropol: privatitzada.
- Petroquímica Bahía Blanca S.A: privatitzada.
- Petroquímica General Mosconi SAI.y C.: privatitzada.
- Petroquímica Río Tercero: privatitzada.
- Polisur Sociedad Mixta: privatitzada.
- Redes de Acceso a grandes ciudades: concessionada.
- Servicios Eléctricos del Gran Buenos Aires Sector Eléctrico (SEGBA): privatitzada.
- Sociedad Mixta Siderurgia Argentina SOMISA: privatitzada.
- Talleres Navales Dársena Norte SAC.I.y N.TANDANOR: privatitzada.
- Tanque Argentino Mediano SETAMSE: dissolta.
- Tecnología Aeroespacial SATEA: dissolta.
- Yacimientos Carboníferos Fiscales (YCF): concessionada.
- Yacimientos Petrolíferos Fiscales (YPF): privatitzada.